# Bandera de París
La bandera de la ciudad de París es rectangular, dividida verticalmente en dos partes: de color azul la parte al asta y de color rojo el batiente, con el escudo de la ciudad en el centro.
Los colores azul y rojo han sido empleados tradicionalmente en los símbolos de la ciudad. En 1789 el Marqués de Lafayette diseñó la que se convertiría en la bandera nacional de Francia (la tricolor) uniendo a los colores de la ciudad de París que usó la Guardia Nacional en sus divisas y el color blanco de la Monarquía francesa.
Estos mismos colores aparecen en la camiseta y el escudo del París Saint-Germain, el principal club de fútbol de París.